# Gary Dockery
Gary French Dockery (1954 - 15 de abril de 1997) foi um oficial do departamento de polícia de Walden, no Tennessee, Estados Unidos. Depois de ser gravemente ferido em 1988, ele passou sete anos e meio em estado de coma. Em 1996, ele acordou do coma e reconheceu seus filhos, que tinham 13 anos e cinco anos de idade quando entrou em coma, e tinham chegado aos 20 e 12 anos de idade quando acordou, lembrava de coisas de seu passado, como os nomes de seus cavalos e acampamentos, reconheceu os amigos e achava que Ronald Reagan ainda era presidente do país. No entanto, após 18 horas, ele voltou ao seu estado anterior e morreu de um coágulo de sangue no pulmão um ano depois, em 15 de abril de 1997, aos 42 anos.